# 이순희 (1960년)
이순희(李順熙, 1960년 9월 30일~)는 대한민국의 정치인이다. 제10대 서울특별시 강북구청장이다.

## 학력
- 경복대학교 전문학사
- 광운대학교 대학원 행정학 박사

## 경력
- 민주당 보육특별위원회 위원장
- 열린우리당 강북구당원협의회 회장
- 시민주권 운영위원회 위원
- 더불어민주당 전국여성위원회 부위원장
- 더불어민주당 부대변인
- 더불어민주당 교육연수원 부원장
- 서울시50플러스재단 이사
- 서영대학교 사회복지학과 겸임교수
- 문재인정부 국가균형발전위 국민소통 특별위원
- 더불어민주당 대한민국대전환 선거대책위원회 여성위원회 상황실장
- 사람사는세상 노무현재단 기획위원회 위원
- 2022.07 ~ : 제10대 민선 8기 서울특별시 강북구청장

## 전과
- 위계공무집행방해: 벌금 1,000,000원 - 2008년 8월 13일 선고[1]

## 역대 선거 결과
|  | 21.76% |

|  | 49.74% |